# Ferri-fluoro-catoforite
La ferri-fluoro-catoforite (simbolo IMA: Fflktp) è un raro minerale del supergruppo dell'anfibolo, all'interno del quale viene collocato nel "gruppo degli anfiboli con W(OH,F,Cl)-dominante" e da lì al sottogruppo degli anfiboli di sodio-calcio dove occupa un posto nel "gruppo contenente la radice catoforite nel nome"; essendo un anfibolo, appartiene agli inosilicati e pertanto alla famiglia minerale dei "silicati", e possiede composizione chimica Na(NaCa)(Mg4Fe3+)(Si7Al)O22F2.
La ferri-fluoro-catoforite è definita con:
- catione sodio dominante in posizione A
- catione magnesio bivalente (Mg2+) dominante in posizione C2+
- catione ferro ferrico (Fe3+) dominante in posizione C3+
- anione fluoro (F-) dominante in posizione W.

## Etimologia e storia
Campioni con composizione chimica e struttura cristallina corrispondenti a questo minerale sono stati raccolti negli scavi di Bear Lake, area di Bancroft nella provincia dell'Ontario in Canada e denominati "fluor-magnesio-catoforite" in base alla nomenclatura degli anfiboli del 1997.
In seguito alla revisione degli anfiboli del 2012 il nome è stato cambiato in quello attuale per via del suo contenuto di ferro ferrico e di fluoro, oltre che per la sua relazione con la catoforite.

## Classificazione
La classica nona edizione della sistematica dei minerali di Strunz, aggiornata dall'Associazione Mineralogica Internazionale fino al 2009, elenca la ferri-fluoro-catoforite come fluoro-magnesiocatoforite e la colloca nella classe "9. Silicati (germanati)" e da lì nella sottoclasse "9.D Inosilicati"; questa viene suddivisa più finemente in base alla struttura cristallina del minerale, in modo tale che la ferri-fluoro-catoforite (fluoro-magnesiocatoforite) possa essere trovata nella sezione "9.DE Inosilicati con catene doppie di periodo 2, Si4O11; clinoanfiboli" dove forma il sistema nº 9.DE.20.
Tale classificazione viene mantenuta anche nell'edizione successiva, proseguita dal database "mindat.org" e chiamata Classificazione Strunz-mindat.

## Abito cristallino
La ferri-fluoro-catoforite cristallizza nel sistema monoclino nel gruppo spaziale C2/m (gruppo nº 12) con i parametri di cella a = 9,887(3) Å, b = 18,023(9) Å, c = 5,292(2) Å e β = 104,66(3)°, oltre ad avere 2 unità di formula per cella unitaria.

## Origine e giacitura
La ferri-fluoro-catoforite è stata trovata nei dicchi carbonatitici in paragenesi con augite, flogopite, fluorapatite, microclino, perthite, titanite e zircone.
La ferri-fluoro-catoforite è molto rara ed è stata trovata solo nella sua località tipo, gli scavi del lago Bear (44.96333°N 78.31833°W) nella contea di Haliburton (Ontario, Canada); nel plutone di "Virgin Canyon" presso Questa (contea di Taos, Nuovo Messico, Stati Uniti); nella cava di "Rothenberg" presso Mendig (in Renania-Palatinato, Germania).

## Forma in cui si presenta in natura
La ferri-fluoro-catoforite forma cristalli da prismatici a lamellari. Il minerale è traslucido con lucentezza vitrea; il colore è grigio verdastro, mentre quello del suo striscio è grigio.

## Proprietà ottiche
La ferri-fluoro-catoforite mostra un visibile pleocroismo con colori che vanno dal grigio molto chiaro lungo {\displaystyle x} al grigio di tonalità intermedia lungo {\displaystyle y} al grigio chiaro lungo {\displaystyle z}.